# Рудоголовий момот
Рудоголовий момот (Baryphthengus) — рід сиворакшоподібних птахів родини момотових (Momotidae). Включає 2 види.

## Поширення
Рід поширений в Центральній та Південній Америці від Гондурасу до Північної Аргентини.

## Опис
Птахи жовтого та зеленого забарвлення з чорною лицьовою маскою. Птахи завдовжки 42-47 см, вагою 140—208 г, з довгим хвостом.

## Види
- Момот амазонійський (Baryphthengus martii)
- Момот рудоголовий (Baryphthengus ruficapillus)